# Laura Hughes (Aktivistin)

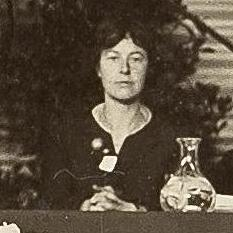
Laura Hughes (1915)

Laura Hughes Lunde (* 13. November 1886 in Toronto; † 16. Januar 1966 in Chicago) war eine kanadische Frauenrechtsaktivistin und Pazifistin.

## Herkunft
Laura Hughes wurde 1886 als Tochter von James Laughlin Hughes und Adaline Marean Hughes, zwei bekannten Reformpädagogen, in Toronto geboren. Ihr Vater war Chefinspektor der Schulen in Toronto und ihre Mutter war die erste Kindergärtnerin in Toronto. James Hughes unterstützte die Abstinenzbewegung, sprach sich gegen körperliche Züchtigung in Schulen aus und war ein überzeugter Anhänger der Hygiene. Er war großer Anhänger des britischen Empires und rief die Kadettenbewegung in den öffentlichen Schulen Kanadas ins Leben. Ihr Onkel Sam Hughes war während des Ersten Weltkriegs bis 1916 Milizminister.
Als junge Frau arbeitete Laura Hughes in einer Fabrik und veröffentlichte anschließend einen Artikel, in dem sie die missbräuchlichen Arbeitsbedingungen beschrieb, die sie vorgefunden hatte. Aufgrund ihrer Erfahrungen setzte sie sich für Reformen der Arbeitsgesetze ein und war Mitbegründerin der Canadian Labour Party.

## Erster Weltkrieg

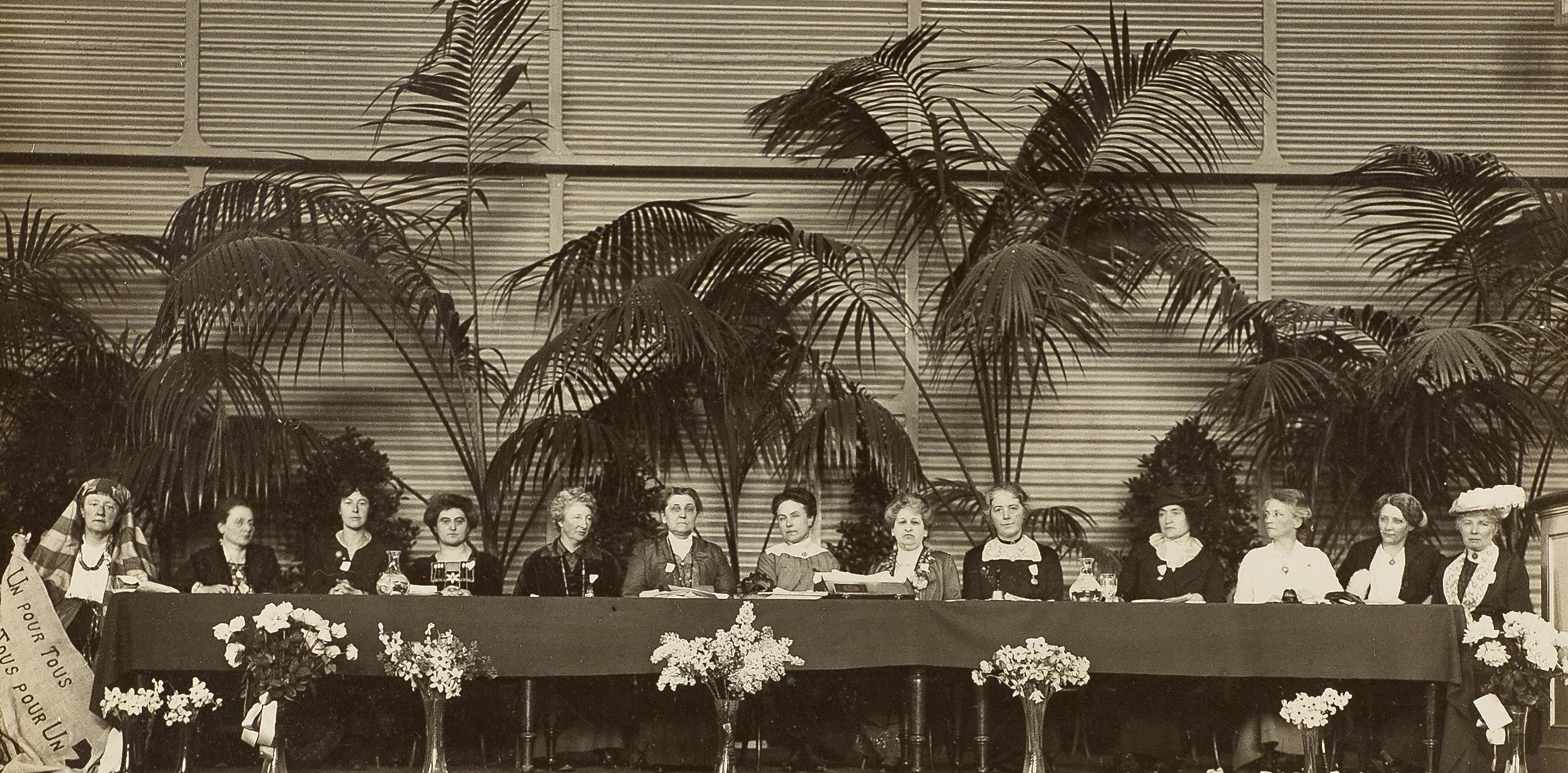
Internationaler Frauenfriedenskongress 1915 in Den Haag: von links nach rechts:1. Lucy Thoumaian (Armenien), 2. Leopoldine Kulka, 3. Laura Hughes (Kanada), 4. Rosika Schwimmer (Ungarn), 5. Anita Augspurg (Deutschland), 6. Jane Addams (USA), 7. Eugénie Hamer, 8. Aletta Jacobs (Niederlande), 9. Chrystal Macmillan (Großbritannien), 10. Rosa Genoni (Italien), 11. Anna Kleman (Schweden), 12. Thora Daugaard (Dänemark), 13. Louise Keilhau (Norwegen)

Laura Hughes engagierte sich in der Pazifistische Bewegung während des Ersten Weltkriegs. Ihr Onkel Sam Hughes soll ihr ein Grundstück in der Prärie angeboten haben, wenn sie ihr Interesse an der Friedensarbeit aufgeben würde, was sie jedoch ablehnte.
Sie war 1915 Delegierte beim Frauenfriedenskongress in Den Haag, bei dem das International Committee of Women for Permanent Peace mit der Amerikanerin Jane Addams als Präsidentin gegründet wurde. In dieser Frage gab es einen Dissenz unter den Teilnehmerinnen. Viele kanadische Frauen lehnten die Teilnahme ab, da die Loyalität gegenüber dem Empire Vorrang vor dem Engagement für den Pazifismus haben müsse. Auch in der Presse wurde der Verdacht geäußert, dass die friedensbewegten Frauen unter den Einfluss deutscher Verschwörer auf dieser „angeblichen Friedenskonferenz“ geraten seien.
Nach ihrer Rückkehr aus Europa schlossen sich Hughes und andere Feministinnen wie Elsie Charlton und Alice Amelia Chown mit der Toronto Suffrage Association und der Women's Social-Democratic League zusammen und gründeten die Canadian Women's Peace Party (WPP). Später schloss sie sich der Independent Labour Party (ILP) an. Hughes war auch eine der wesentlichen Organisatorinnen des kanadischen Zweigs der WILPF.
Auch in Toronto setzte sie sich weiter für die pazifistische Sache ein.
1917 sprach sich Hughes öffentlich gegen die Einberufung zu den Streitkräften aus, wobei viele andere Feministinnen gegen den Pazifismus eingestellt waren, den sie als unpatriotisch einordneten.
Im Dezember 1917 heiratete Laura Hughes Erling Lunde aus Chicago, einen Kriegsdienstverweigerer, und zog mit ihm nach Chicago. Im November 1918 kam der ältere ihrer beiden Söhne zur Welt., dort war sie weiter gesellschaftspolitisch engagiert, insbesondere im Kampf für die Rechte der Frauen und für Verbesserungen im Bildungswesen. Erling Lunde war wegen seiner Wehrdienstverweigerung bis Herbst 1920 in Haft. Laura Hughes Lunde trat in dieser Zeit mit Unterstützung ihres Schwiegervaters für die aus Gewissensgründen Inhaftierten öffentlich auf.

## Nach dem Ersten Weltkrieg
Laura Lunde engagierte sich nach dem Krieg dafür, Frauen über ihre Rechte und Pflichten als Bürgerinnen aufzuklären. Außerdem machte sie es sich zur Aufgabe, „einer guten Regierung nachzujagen“. Die gemeinsame politische Arbeit mit Jane Addams mündete in eine enge Freundschaft.
Lunde setzte sich für Gesetze zur Regulierung der Kinderarbeit, für die Arbeitsplatzsicherheit von Lehrern, für staatliche Unterstützung im Bildungswesen und für Wahlreformen ein. Sie wurde Vorsitzende des Bildungsausschusses der Liga der Wählerinnen von Illinois und übernahm eine aktive Rolle im City Club of Chicago. Sie führte den Vorsitz in staatlichen Ausschüssen wie dem Gemeinsamen Ausschuss für Wahlmaschinen und dem Illinois Committee for Eradication of Tuberculosis.
1939 erhielten Frauen in Illinois das Recht, als Geschworene zu fungieren. Lunde war die erste weibliche Vorsteherin einer Grand Jury in diesem Bundesstaat. In den frühen 1950er Jahren war sie Mitglied der Big 19, einer Lobbygruppe, die die lokalen Behörden zur Bekämpfung des organisierten Verbrechens drängte.
Sie wurde Präsidentin der Civil Service Reform Association. Sie engagierte sich in Organisationen wie dem Joint Committee on School Affairs, dem Cook County Health District, der Illinois Conference on Legislation, dem Illinois Civic Exchange und der Illinois State Library.
Laura Hughes Lunde starb 1966 in Chicago.
An der Ebinger Schule in Edison Park in Chicago wurde ihr der Learning Resource Room gewidmet. Die Chicago Daily News schrieb, dass „Mrs. Laura Hughes Lunde nach fast allen Maßstäben als eine der nützlichsten Bürgerinnen Chicagos gilt.“

## Veröffentlichungen
- Laura Hughes Lunde: The Illinois school system in 1937. Illinois League of Women Voters, 1937 (englisch).
- Laura Hughes Lunde: The Small Schools of Illinois. Illinois League of Women Voters, 1938 (englisch, google.com).